# Melanagromyza halterella
Melanagromyza halterella este o specie de muște din genul Melanagromyza, familia Agromyzidae, descrisă de Spencer în anul 1963. Conform Catalogue of Life specia Melanagromyza halterella nu are subspecii cunoscute.